# دارالتقریب بین المذاهب الاسلامیة
دارالتقریب بین المذاهب الاسلامیه از نهادهای مهم تقریب بین مذاهب شیعه و سنی در عصر حاضر می‌باشد. در سال ۱۳۶۶ه‍. ق، «دار التقریب بین المذاهب الاسلامیه» در شهر قاهره مصر تأسیس گردید. این مؤسسه در راستای تقریب و نزدیکی مذاهب اسلامی و با پیگیری سید حسین طباطبایی بروجردی و محمود شلتوت گام به عرصه فعالیت نهاد.

## مؤسس
مؤسس دارالتقریب علامه شیخ محمد تقی قمی می‌باشد. پدر وی احمد قمی از روحانیان و علمای قمی ساکن تهران بود. محمدتقی در تهران دیده به جهان گشود. سفری به لبنان و سپس مصر نمود. وی در سال ۱۳۱۷ شمسی راهی مصر شد و دارالتقریب را بنیان نهاد.

## همکاران
از همکاران و هم مشربان قمی در پشتیبانی از دارالتقریب می‌توان به سید حسین طباطبایی بروجردی، محمدحسین کاشف الغطا، شرف الدین عاملی، محمود شلتوت، موسی صدر، محمد رضا شبیبی، سید محمود طالقانی، میرزا خلیل کمره‌ای، را نام برد.

## اقدامات
اعضای این نهاد اسلامی با هدف مرتفع نمودن مانع‌های وحدت بین مسلمانان، اقدام به فعالیتهایی به قصد تقویت نمودن قرابت بین مذاهب اسلامی کردند، همانند: «باز نمودن باب اجتهاد جواز خارج از دیگر مذاهب اسلامی»، «بوجود آوردن ارتباط-همبستگی بین رئیس‌های شیعی و سنی (با اجرای اقداماتی گوناگون همانند انجام نامه نگاری و اعزام نماینده‌ها)»، «همکاری نمودن با کنگره‌های اسلامی در مسیر ایجاد همبستگی»؛ «معرفی نمودن مذاهب در دیگر کشورها»؛ «جواز تبعیت کردن از مذاهب گوناگون»؛ «پیدایش فقه مقارن (به پیشنهاد محمد عبده)» و مواردی دیگر.